# Campeonato Sul-Americano de Clubes de Voleibol Masculino de 2011
O Campeonato Sul-Americano de Clubes de Voleibol Masculino  de 2011 foi a décima primeira edição do torneio organizado anualmente pela CSV. Disputado entre os dias 3 e 8 de agosto no Ginásio Marcello de Castro Leite, localizado em São Paulo, cidade localizada no interior do Estado de São Paulo, no Brasil. A equipe brasileira do Sesi-SP conquistou seu primeiro título e a vaga para o Campeonato Mundial de Clubes de 2011, e o jogador desta equipe Murilo Endres foi eleito o Melhor Jogador da edição.

## Participantes
As equipes que participaram da competição qualificaram-se da seguinte forma:
| Equipe               | País      | Forma de Classificação                                 | Títulos        |
| -------------------- | --------- | ------------------------------------------------------ | -------------- |
| Sesi-SP              | Brasil    | Representante da Cidade-Sede                           | 0 (não possui) |
| UPNC/San Juan        | Argentina | Campeão da Liga A Argentina de 2010-11                 | 0 (não possui) |
| SIB                  | Bolívia   | Campeão da Liga Superior Boliviana de Voleibol 2010-11 | 0 (não possui) |
| Club Peerless        | Peru      | Campeão da Liga Nacional Superior de Voleibol 2010     | 0 (não possui) |
| Universidad Católica | Chile     | Campeão da Liga Nacional de Voleibol 2010              | 0 (não possui) |
| Nacional[DES]        | Uruguai   | Campeão da Super Liga Uruguaia de Voleibol 2010        | 0 (não possui) |

Nota
DES ^  Equipe desistiu da participação  do torneio que estava dividido em dois grupos cada um com três equipes, mudando a fórmula da competição.

### Fase única
|     |                      |     | Jogos | Jogos | Jogos | Resultados | Resultados | Resultados | Resultados | Resultados | Resultados | Sets | Sets | Sets  | Pontos | Pontos | Pontos |
| Pos | Equipe               | Pts | T     | V     | D     | 3–0        | 3–1        | 3–2        | 2–3        | 1–3        | 0–3        | V    | P    | R     | V      | P      | R      |
| --- | -------------------- | --- | ----- | ----- | ----- | ---------- | ---------- | ---------- | ---------- | ---------- | ---------- | ---- | ---- | ----- | ------ | ------ | ------ |
| 1   | Sesi-SP              | 12  | 4     | 4     | 0     | 4          | 0          | 0          | 0          | 0          | 0          | 12   | 0    | MAX   | 300    | 163    | 1.840  |
| 2   | UPCN/San Juan        | 9   | 4     | 3     | 1     | 3          | 0          | 0          | 0          | 0          | 1          | 9    | 3    | 3,000 | 271    | 210    | 1.290  |
| 3   | Universidad Católica | 5   | 4     | 2     | 2     | 1          | 0          | 1          | 0          | 0          | 2          | 6    | 8    | 0.750 | 281    | 300    | 0.937  |
| 4   | Peerless             | 6   | 5     | 2     | 3     | 1          | 0          | 1          | 1          | 0          | 2          | 8    | 11   | 0.727 | 278    | 330    | 0.842  |
| 5   | SIB                  | 0   | 4     | 0     | 4     | 0          | 0          | 0          | 0          | 0          | 4          | 0    | 12   | 0,000 | 184    | 311    | 0.592  |

| Data  | Hora |                         | Placar |                         | Set 1 | Set 2 | Set 3 | Set 4 | Set 5 | Total   | Relatório |
| ----- | ---- | ----------------------- | ------ | ----------------------- | ----- | ----- | ----- | ----- | ----- | ------- | --------- |
| 3 ago |      | 'Sesi-SP '              | 3–0    | Peerless                | 25–8  | 25–18 | 25–7  |       |       | 75–33   | 75–33     |
| 3 ago |      | SIB                     | 0–3    | ' Universidad Católica' | 13–25 | 9–25  | 19–25 |       |       | 41–75   | 41–75     |
| 4 ago |      | 'Sesi-SP '              | 3–0    | SIB                     | 25–13 | 25–10 | 25–12 |       |       | 75–35   | 75–35     |
| 4 ago |      | 'UPCN/San Juan '        | 3–0    | Peerless                | 25–14 | 25–17 | 25–19 |       |       | 75–50   | 75–50     |
| 5 ago |      | 'UPCN/San Juan '        | 3–0    | SIB                     | 25–13 | 25–15 | 25–14 |       |       | 75–42   | 75–42     |
| 5 ago |      | Universidad Católica    | 0–3    | ' Sesi-SP'              | 10–25 | 19–25 | 14–25 |       |       | 43–75   | 43–75     |
| 6 ago |      | 'Peerless '             | 3–0    | SIB                     | 25–18 | 25–14 | 36–34 |       |       | 86–66   | 86–66     |
| 6 ago |      | 'UPCN/San Juan '        | 3–0    | Universidad Católica    | 25–15 | 25–19 | 25–9  |       |       | 75–43   | 75–43     |
| 7 ago |      | 'Universidad Católica ' | 3–2    | Peerless                | 25–15 | 30–28 | 22–25 | 23–25 | 14–16 | 114–109 | 114–109   |
| 7 ago |      | 'Sesi-SP '              | 3–0    | UPCN/San Juan           | 25–16 | 25–15 | 25–15 |       |       | 75–46   | 75–46     |

## Classificação final
| Posição           | Equipe               | Classificação                          |
| ----------------- | -------------------- | -------------------------------------- |
| Medalha de ouro   | Sesi-SP              | Campeonato Mundial de Clubes de 2011 · |
| Medalha de prata  | UPCN/San Juan        |                                        |
| Medalha de bronze | Universidad Católica |                                        |
| 4                 | Peerless             |                                        |
| 5                 | SIB                  |                                        |

## Prêmios individuais
A seleção do campeonato será composta pelos seguintes jogadores:
| MVP (Most Valuable Player) | Murilo Endres       | Sesi-SP | Brasil    |
| Maior Atacante             | Wallace Martins     | Sesi-SP | Brasil    |
| Melhor bloqueador          | Rodrigão            | Sesi-SP | Brasil    |
| Melhor sacador             | Júnior              | UPCN    | Brasil    |
| Melhor recepção            | Sebastián Garrocq   | UPCN    | Argentina |
| Melhor levantador          | Sandro de Carvalho  | Sesi-SP | Brasil    |
| Melhor Defesa              | Sérgio Dutra Santos | Sesi-SP | Brasil    |
| Melhor Líbero              | Sérgio Dutra Santos | Sesi-SP | Brasil    |